# Sarah Schmid
Sarah Schmid (Highlands Ranch, 14 gennaio 1994) è una pallavolista statunitense, di ruolo centrale.

## Carriera

### Club
La carriera di Sarah Schmid inizia nei tornei scolastici del Colorado, giocando per la Regis Jesuit HS. Dopo il diploma gioca invece a livello universitario, partecipando alla NCAA Division I nel 2012 con la Rutgers e dal 2013 al 2015 con la Denver.
Nella stagione 2017-18 inizia la sua carriera professionistica in Svezia, ingaggiata dal Lindesberg, in Elitserien, mentre nella stagione seguente si accasa in Svizzera, difendendo i colori dello Cheseaux, club di Lega Nazionale A. Emigra quindi in Francia nel campionato 2019-20, impegnata in Ligue A col Saint-Raphaël.